# Визељ парк
Визељ парк је фудбалски стадион у Борчи, град Београд, који је у власништву ФК БСК Борча. Навијачи су му дали име, по угледу на стадион енглеског клуба Астон Вила. Старо име стадиона је Шпињата.

## Историја
Стадион се налази на истој локацији од 1937. године. Дуго није имао ни једну трибину док 1990-их није саграђена западна трибина. На трибини су 2007. године додате и столице.
Године 2009, је почела изградња нове западне трибине која је отворена 16. септембра 2011. у првој суперлигашкој утакмици у Борчи, и стадион са тренутне две трибине има капацитет за око 3.000 гледалаца. Такође је постављен и нов семафор. Планира се изградња још три нове трибине, поред новосаграђене, а стадион ће тада имати 8.000 седећих места.
У стадионски комплекс укључена је и затворена спортска хала, хотелски комплекс са апартманима и собама, и ресторан са око 250 места. Планирана је изградња базена.